# Pietro Mennea
Pietro Paolo Mennea (* 28. Juni 1952 in Barletta; † 21. März 2013 in Rom) war ein italienischer Rechtsanwalt und Politiker, der zuerst als Leichtathlet bekannt wurde. Mit 19,72 s hielt er 17 Jahre lang den Weltrekord im 200-Meter-Sprint; die Zeit besteht bis heute als Europarekord. Von 1999 bis 2004 war Mennea Mitglied des Europäischen Parlaments.

## Biografie
Pietro Menneas Interesse für die Leichtathletik wurde eigenen Angaben zufolge 1968 geweckt, als er den 200-Meter-Weltrekordlauf des US-Amerikaners Tommie Smith bei den Olympischen Spielen in Mexiko-Stadt im Fernsehen verfolgte. Auf den Mittelstrecken ohne Erfolg, konzentrierte er sich auf die Sprintdistanzen und begann im Alter von 17 Jahren für das italienische Nationalteam zu starten. Der erste internationale Medaillengewinn in Menneas langer Karriere stellte sich bei den Europameisterschaften 1971 in Helsinki ein, als die italienische 4-mal-100-Meter-Staffel Bronze gewann. Bei den Olympischen Spielen 1972 in München wurde er Dritter über 200 Meter. Seine eher geringe Schrittlänge von 2,30 Meter kompensierte er durch eine hohe Schrittfrequenz und Ausdauer.
1974 wurde er in Rom Europameister über 200 Meter. Über 100 Meter und in der 4-mal-100-Meter-Staffel erreichte er jeweils den zweiten Rang. Nach einigen schlechten Leistungen in der Saison 1976 beschloss Mennea, nicht an den Olympischen Spielen in Montreal teilzunehmen. Nach Protesten in der italienischen Öffentlichkeit änderte er seine Meinung und wurde in Montreal immerhin Vierter über 200 Meter und mit der Sprintstaffel. Bei den Europameisterschaften 1978 in Prag gewann er sowohl über 200 Meter als auch über 100 Meter die Goldmedaille.
1979 nahm Mennea, der Physik und später Politikwissenschaft an der Universität Bari studierte, an den Studentenweltmeisterschaften teil, die in der Höhenlage von Mexiko-Stadt ausgetragen wurden. Mit seiner am 12. September 1979 erreichten Siegeszeit von 19,72 s unterbot er den Weltrekord seines Vorbilds Tommie Smith. Diese Rekordzeit sollte erst 17 Jahre später, am 24. Juni 1996, durch Michael Johnson unterboten und auf 19,66 s verbessert werden. Es wurde bemängelt, dass sein Weltrekord nur wegen der Höhenlage zustande gekommen sei. Jedoch hielt Mennea von 1980 bis 1983 mit 19,96 s, aufgestellt in seiner Heimatstadt Barletta, auch die Weltbestzeit für tiefere Lagen.
Als Weltrekordhalter war Pietro Mennea einer der Favoriten für die Olympischen Spiele 1980 in Moskau, vor allem wegen des Boykotts der USA. Er schlug im 200-Meter-Finale den Briten Allan Wells um drei Hundertstelsekunden und wurde Olympiasieger.
Mennea, in Italien auch als Freccia del Sud (‚Pfeil des Südens‘) bekannt, erklärte dann seinen Rücktritt, um mehr Zeit für sein Studium zu haben. Doch gab er bald darauf sein Comeback und gewann bei den Leichtathletik-Weltmeisterschaften 1983 in Helsinki die Bronzemedaille über 200 Meter. Bei den Olympischen Spielen 1984 in Los Angeles war Mennea der erste Sportler überhaupt, der zum vierten Mal hintereinander den Finallauf über 200 Meter erreicht hatte; am Ende wurde er Siebter. Nach einem zweiten Rücktritt folgte ein zweites Comeback. Bei den Olympischen Spielen 1988 in Seoul scheiterte er jedoch über 200 Meter bereits in den Vorläufen.
1998 wurde er Generaldirektor beim italienischen Fußballklub US Salernitana. Von 1999 bis 2004 war Mennea auf der Liste der Democratici Abgeordneter des Europäischen Parlaments, schaffte allerdings nicht die Wiederwahl. 2002 verlief eine Kandidatur für das Bürgermeisteramt der Stadt Barletta ebenfalls erfolglos.
Mennea erlag im Alter von 60 Jahren einem Krebsleiden.

## Auszeichnungen
- Italiens Sportler des Jahres (La Gazzetta dello Sport): 1979, 1980 sowie Weltsportler des Jahres 1980